# Westfield Louis Joliet
Westfield Louis Joliet Mall, anteriormente conocido e informalmente como Louis Joliet Mall, es un centro comercial en Joliet, Illinois. El centro comercial está localizado en 1118 Mall Loop Drive, Joliet. Sus cuatro tiendas anclas son Carson Pirie Scott, JCPenney, Macy's (anteriormente conocido como Marshall Field's) y Sears. El centro comercial abrió en 1978 con Sears y Marshall Field & Company. Bergner's abrió en septiembre de 1979, y JCPenney se movió del centro de la ciudad meses más tarde. Al inicio, Louis Joliet Mall había una dura competencia con el centro comercial más antiguo localizado a pocas millas de la Calle Jefferson, Jefferson Square Mall. Muchas tiendas tienen módulos en ambos centros comerciales (Stuart's, Musicland, Printer's Ink, etc). Después de que cerraron Wieboldt's en Jefferson Square en 1987, muchas de estas tiendas se fueron a Louis Joliet Mall o simplemente cerraron sus módulos en Jefferson Square.
Louis Joliet es un centro comercial de un piso con una tienda Macy's y JCPenney en un extremo y Carson Pirie Scott y Sears en el otro extremo. El centro comercial también cuenta con un food court cerca del corredor principal del centro comercial.
La tienda Carson Pirie Scott fue originalmente una tienda Bergner's. Luego cambió de nombre cuando se fusionaran P.A. Bergner con Carson Pirie Scott.
La tienda Marshall Field's fue oficialmente renombrada a Macy's el 9 de septiembre de 2006.